# Piero Carini
Piero Carini (Génova, 6 de marzo de 1921-Saint-Étienne, 30 de mayo de 1957) fue un piloto de automovilismo italiano. Durante su carrera obtuvo victorias de clase en carreras como Mille Miglia o Targa Florio, y participó de 3 Grandes Premios de Fórmula 1. Falleció en 1957 en un accidente en carrera en Francia.

## Resultados

### Fórmula 1
(Clave) (negrita indica pole position) (cursiva indica vuelta rápida)

| Año         | Equipo            | 1   | 2   | 3   | 4       | 5   | 6       | 7   | 8   | 9       | Pos. | Puntos |
| ----------- | ----------------- | --- | --- | --- | ------- | --- | ------- | --- | --- | ------- | ---- | ------ |
| 1952        | Scuderia Marzotto | SUI | 500 | BEL | FRA Ret | GBR | GER Ret | NED | ITA |         | NC   | 0      |
| 1953        | Scuderia Ferrari  | ARG | 500 | NED | BEL     | FRA | GBR     | GER | SUI | ITA Ret | NC   | 0      |
| Referencia: |                   |     |     |     |         |     |         |     |     |         |      |        |